# Назаренко, Яков Антонович
Яков Антонович Назаренко (1893—?) — советский литературовед, искусствовед, член Государственной академии искусствознания. Член правления издательства Academia, заместитель директора Государственного института истории искусств. Профессор Ленинградского университета.

## Биография
Сын сапожника. Служил в русской армии в чине прапорщика.
Выпускник Ленинградского университета. В 1919 г. работал в Харькове в белогвардейской газете «Кадетское дело».
Позже, преподавал в альма-матер. В 1920 году вступил в РКП (б). Был одним из первых коммунистов-профессоров.
В 1922 г. Я. Назаренко подавал заявление о выходе из партии, в 1922 г. получил выговор за венчание в церкви.
В 1926 г. исключался из партии за скрытие своего участия в белогвардейском еженедельнике, в котором поместил статью о русском писателе Леониде Андрееве.
В 1927 г. был восстановлен в ВКП (б). В 1929 г. во время чистки Я. Назаренко снова был исключён из партии. В 1930 г. восстановлен с объявлением ему выговора за нетактичное поведение на Президиуме РКК. В 1931 году подвергся критике в создании немарксистской и ненаучной литературы, оказывающей буржуазное и меньшевистское влияния. В 1932 г. ему было поставлено на вид за антипартийные, антиленинские ошибки в научной работе.
В том же году комиссией по чистке в ВКП (б) Назаренко снова исключен из партии за проявление оппортунизма и систематическое извращение марксистско-ленинских установок в своей научной деятельности, за примиренческое отношение к антипартийным поступкам и выступлениям. Тогда же он был уволен из Государственной академии искусствознания, как осуществлявший "оппортунистическое руководство. Трижды (до 1935 года) восстанавливал свое «честное партийное имя» и членство в ВКП(б). После изгнания из Государственной академии искусствознания ему удалось устроиться в качестве профессора в Педагогический институт имени Герцена. Оттуда летом 1935 года снова был «вычищен», а в начале 1936 года, перебравшись в Москву, попытался найти работу в Гослитмузее, написав заявление на имя директора В. Д. Бонч-Бруевича.
В 1935/1936 годах обвинён в активном участии в «контрреволюционных изданиях» и недостаточной «преданности партии»). В 1936 году выехал из столиц — возможно, в Могилёв.
Среди научных работ Я. Назаренко главное место занимает его учебник «История русской литературы XIX века».
В своих высказываниях Назаренко противопоставлял художника политику, опирался на теорию общечеловеческого подхода к художественным произведениям, заменял учение о классовой борьбе учением о борьбе людей за существование и т. д.
С 1925 по 1931 год вышло девять изданий книги Я. Назаренко, около 150 000 экземпляров.

## Избранная библиография
- История русской литературы XIX в., Гиз. Л., 1925; изд. 2-е исправл. и доп., Гиз, М. — Л., 1926.